# اسماعیل ظفری
اسماعیل ظفری از سیاستمداران ایرانی بود، که در دوره‌های  چهاردهم و  شانزدهم بعنوان نماینده  ملایر، نهاوند و تویسرکان  در مجلس شورای ملی حضور داشت.

_زندگی نامه: اسماعیل ظفری ملقب به ظفرسلطان دوم ،در خانواده ایی چشم به جهان گشود که پشت در پشت از حاکمان و صاحب منصبان ایران زمین بودند . پدرش ابراهیم خان میرپنج ملقب به ظفرسلطان پرآوازه ترین حاکم غرب کشور بود که ولایات ثلاث(نهاوند،ملایر،تویسرکان)بخشی از کرمانشاه و لرستان تحت حکمرانی اش قرار داشتند وی مدتی نیز حاکم ولایت فارس بود به همین دلیل مردم او را نیم تاج خطاب می کردند چراکه مقام نیمه شاهی داشت. از همین رو اسماعیل ظفری نیز نام پدر را زنده نگه داشت و چندین دوره (۷،۸،۱۴،۱۵،۱۶) نماینده مجلس شورای ملی نهاوند ،ملایر و تویسرکان بود . پسرعموی پدرش سهراب خان ملقب به صمصام نظام نیز همان دوره ها حاکم نهاوند بود . مشاور،معاون ،دوست و رفیقش که از بچگی باهم بزرگ شده بودند عموزاده اش رحمت الله خان ملقب به یاور بود که پس از اسماعیل ظفری دومین مرد ثلاث به شمار می رفت .ناگفته نماند پس از جنگ جهانی اول رقابتی بین عموزاده ها یعنی مرتضی خان شهاب االسلطان و اسماعیل خان ظفری در خرید املاک ثلاث ،لرستان و کرمانشاه شکل گرفت . و بدین ترتیب تمام املاک این ولایات توسط این خاندان خریداری شد .
_همسر:خانم والی زاده (دختر امیرافخم همدانی)
فرزندان:علی محمدخان _حسینعلی خان_جوادخان_یدالله خان  
_برادران و خواهران:یحیی خان _ جلیل خان سالارنصرت_خلیل خان ظفرسلطان_گلین خانم_ملکزاد
سرورخانوم _خانم سلطان
_عموزاده ها و اشخاص مهم خاندانش: آقاخان یاور، عزیزخان، شکرالله خان یاور و فرزندش رحمت الله خان یاور _منصورخان_حاج محمد_نورالله خان _دوخاکریم _سهراب خان صمصام نظام و فرزندش مرتضی خان شهاب سلطان
_ریشه خاندان:اسماعیل خان ظفرسلطان از نوادگان پسری تقی خان از طایفه جلالوند بوده است که بعدها در دوران پهلوی به نسبت لقبش ظفرسلطان ،نام خانوادگی شان ظفری گردید.
منابع کتاب تاریخ گیان _کتاب نهاوند در هزاره های تاریخ_نهاوند در آینه فرهنگ_کهن دیار گیان